# 红枫湖
红枫湖即红枫水库，位于贵州省清镇市、平坝县境内，是在乌江上游支流猫跳河筑坝而行成的人工湖。始建于1958年，1960年蓄水。水域面积57.2平方公里，是典型的喀斯特高原湖泊。由北湖、中湖、南湖及后湖组成。
1981年建立红枫湖风景名胜区，1987年被贵州省人民政府审定为贵州省省级风景名胜区，1988年经国务院批准为第二批国家重点风景名胜区。现在也是国家4A级风景名胜区。
红枫湖自1990年以后，水体逐渐出现富营养化趋势。